# Julião José da Silva Vieira
Julião José da Silva Vieira (* 1793 in Lissabon; † 9. September 1855 ebenda) war ein portugiesischer Offizier und Kolonialverwalter.
Vieira war vom 6. April 1824/1827 bis 1834 Gouverneur von Damão und vom 7. Februar 1844 (möglicherweise 1842 bereits ernannt) bis zum 22. August 1848 im Rang eines Obersts Gouverneur von Portugiesisch-Timor.
Am 20. September 1844 wurde Macau zusammen mit Portugiesisch-Timor und Solor als eigenes Generalgouvernement von Goa abgetrennt. Im selben Jahr erklärte man die portugiesischen Häfen Timors zu Freihäfen, das heißt auch Schiffe anderer Nationen durften nun in den Häfen anlegen, um zu handeln. Die Kolonialregierung in Dili profitierte dabei von den Ein- und Ausfuhrzöllen. 1845 griff Silva Vieira das Reich von Cairui an.
1846 begannen die Niederlande mit Portugal Gespräche über die Übernahme portugiesischer Territorien, doch Portugal lehnte zunächst jedes Angebot ab. 1847 kam es zum Streit um die Zugehörigkeit der Inseln Pantar und Alor. Der Liurai von Oecussi beanspruchte sie als Teil seines Herrschaftsgebiets, die somit unter portugiesische Oberhoheit fielen. Die Niederländer aus Kupang forderten ihrerseits die beiden Inseln. Gouverneur Silva Vieira wies dies zurück und unterstützte den Liurai in seinem Anspruch. Außerdem bot der Herrscher von Lamaknen den Portugiesen seine Vasallenschaft an, was ebenfalls zu Protesten der Niederländer führte. Beide Seiten verstärkten ihre Truppen auf Timor, doch es war klar, dass Portugal hier sowohl finanziell als auch kräftemäßig auf verlorenem Posten stand. Im März 1848 wurde der niederländische Gesandte Styen Parve nach Dili geschickt, um die Besitzverhältnisse auf den Inseln zu klären. Silva Vieira entschied sich für die Kompromissformel, dass „als portugiesisch alle Gebiete gelten, die die portugiesische und jene niederländisch, welche die niederländische Flagge führten.“
1847 attackierten vermutlich buginesische Piraten oder Sklavenjäger den Ort Sama in der heutigen Gemeinde Lautém, was in dieser Zeit nicht ungewöhnlich war. Gouverneur Silva Vieira entsandte eine Militärexpedition, die aber von den Piraten geschlagen wurde. Ein Unterleutnant und zwei Soldaten wurden dabei getötet. Noch viereinhalb Monate gelang es dann den 70 Buginesen sich einer Belagerung durch 3.000 Krieger zu erwehren, die die lokalen Herrscher zusammengezogen hatten. Silva Vieira verdächtigte das Reich Sarau, mit den Buginesen zusammengearbeitet zu haben, weswegen er eine Strafexpedition gegen Dom Matheus, dem Liurai von Sarau entsandte. Die Vergeltungsaktion über acht Monate, bei der auch das Kanonenboot Mondego eingesetzt wurde, brachte schließlich eine Entschädigungssumme von 2000 Rupien ein. Die Köpfe der gefallenen Gegner wurden nach Dili zurückgebracht und beim Likurai-Tanz zur Schau gestellt. Die timoresische Tradition wurde von den Portugiesen auch in den folgenden Jahren immer wieder bei Rebellen angewandt.
Zwischen Gouverneur Silva Vieira kam es aus unbekannten Gründen zum Streit mit Pater Gregorio Maria Barreto, dem ranghöchsten katholischen Missionar in Portugiesisch-Timor. Barreto war Timorese, die portugiesischen Missionare hatten 1834 nach einem königlichen Dekret die Insel verlassen müssen. An der Tür der Kirche von Dili wurde 1846 eine Proklamation an die „Timoresen und das Militär“ angebracht, in der Silva Vieira beschuldigt wurde, ein „miguelistischer Tyrann“ zu sein. Der Gouverneur beschuldigte Barreto das Pamphlet verfasst zu haben, um eine Revolte anzuzetteln und eine Ersatzregierung einsetzen zu können. Mit an der Verschwörung gegen Silva Vieira soll auch Major Duarte Leão Cabreira beteiligt gewesen sein, einer der einflussreichsten Offiziere in Portugiesisch-Timor. Der Streit tobte hin und her mit Appellen an kirchliche und ministerielle Behörden, bis Silva Vieira 1848 nach Lissabon zurückkehrte. Für ihn übernahm Kapitänleutnant António Olavo Monteiro Tôrres, der 1851 in der Kolonie starb. An der Leitung des Übergangsregierungsrates, der die Kontrolle bis zum Eintreffen von Gouverneur José Joaquim Lopes de Lima übernahm, war Barreto beteiligt.
Silva Vieira wurde nach seiner Rückkehr Abgeordneter in der Cortes, in der er Portugiesisch-Timor und Macau vertrat.